# Musaranya dels Uluguru
La musaranya dels Uluguru (Crocidura telfordi) és una espècie de família de les musaranyes (Soricidae) endèmica de Tanzània.